# Comisia de la Veneția
Comisia de la Veneția este un organ consultativ al Consiliului Europei, alcătuit din experți independenți în domeniul dreptului constituțional. A fost creată în 1990, după căderea Zidului Berlinului, într-o perioadă de nevoie urgentă de asistență constituțională în Europa Centrală și de Est. Numele oficial al comisiei este Comisia Europeană pentru Democrație prin Drept, dar, datorită locului de întâlnire în Veneția, Italia, unde au loc patru sesiuni pe an, este denumită în mod obișnuit Comisia de la Veneția.
Comisia de la Veneția este un organism al Consiliului Europei și nu ar trebui să fie confundată cu instituțiile Uniunii Europene.

## State membre
Membru
     Membru asociat
     Observator
     Statut special sau cooperare

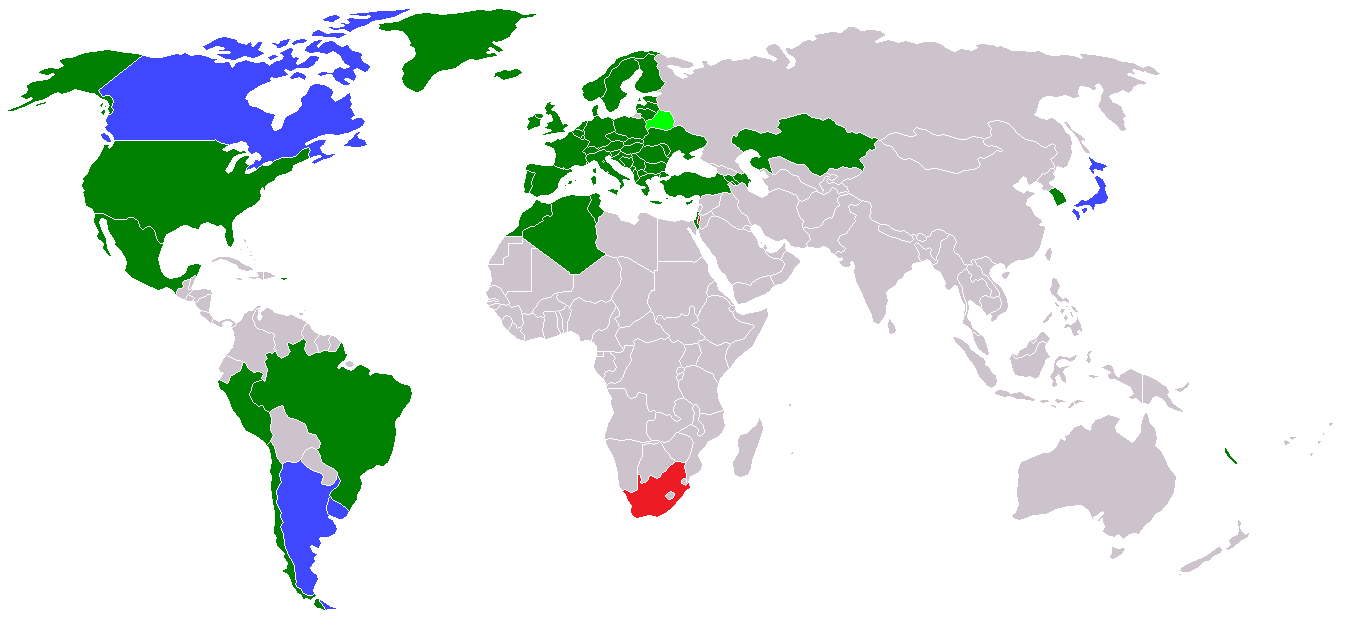
Membru
Membru asociat
Observator
Statut special sau cooperare

A început cu 18 state membre, iar în curând toate statele membre ale Consiliului Europei au aderat la Comisia de la Veneția și, din 2002, statele din afara Europei pot deveni, de asemenea, membri cu drepturi depline. Începând cu 13 iulie 2014, Comisia numără 60 de state membre - cele 47 de state membre ale Consiliului Europei și alte 13 țări. Belarus este membru asociat și există cinci observatori. Autoritatea Națională Palestiniană și Africa de Sud au un statut special de cooperare similar cu cel al observatorilor. UE, OSCE / ODIHR și IACL / AIDC (Asociația Internațională de Drept Constituțional) participă la sesiunile plenare ale Comisiei.

## Structura organizatorică

### Membri
Comisia de la Veneția are mai mult de o sută de membri numiți de statele membre și reprezentanți ai observatorilor și ai organizațiilor cu statut special. Membrii sunt "cadre universitare superioare, în special în domeniul dreptului constituțional sau internațional, judecători ai curților supreme și constituționale sau membri ai parlamentelor naționale".  Membrii Comisiei sunt numiți de către statele membre pentru o perioadă de patru ani, cu posibilitatea realegerii.  
În timpul mandatului, concedierea unui membru este dificilă; aceasta poate avea loc numai în baza demisiei sale sau a unei rezoluții a Comisiei însăși. În mai multe rânduri, un membru al Comisiei a fost rechemat prematur, care, din anumite motive, și-a pierdut încrederea unui stat membru. Cu toate acestea, de fiecare dată Comisia se afla pe partea principiului independenței și refuză să acorde cererea.
România este reprezentată la Comisia de la Veneția de actualul ministru al Justiției, Tudorel Toader, iar supleant este consilierul prezidențial Bogdan Aurescu.

### Biroul Comisiei

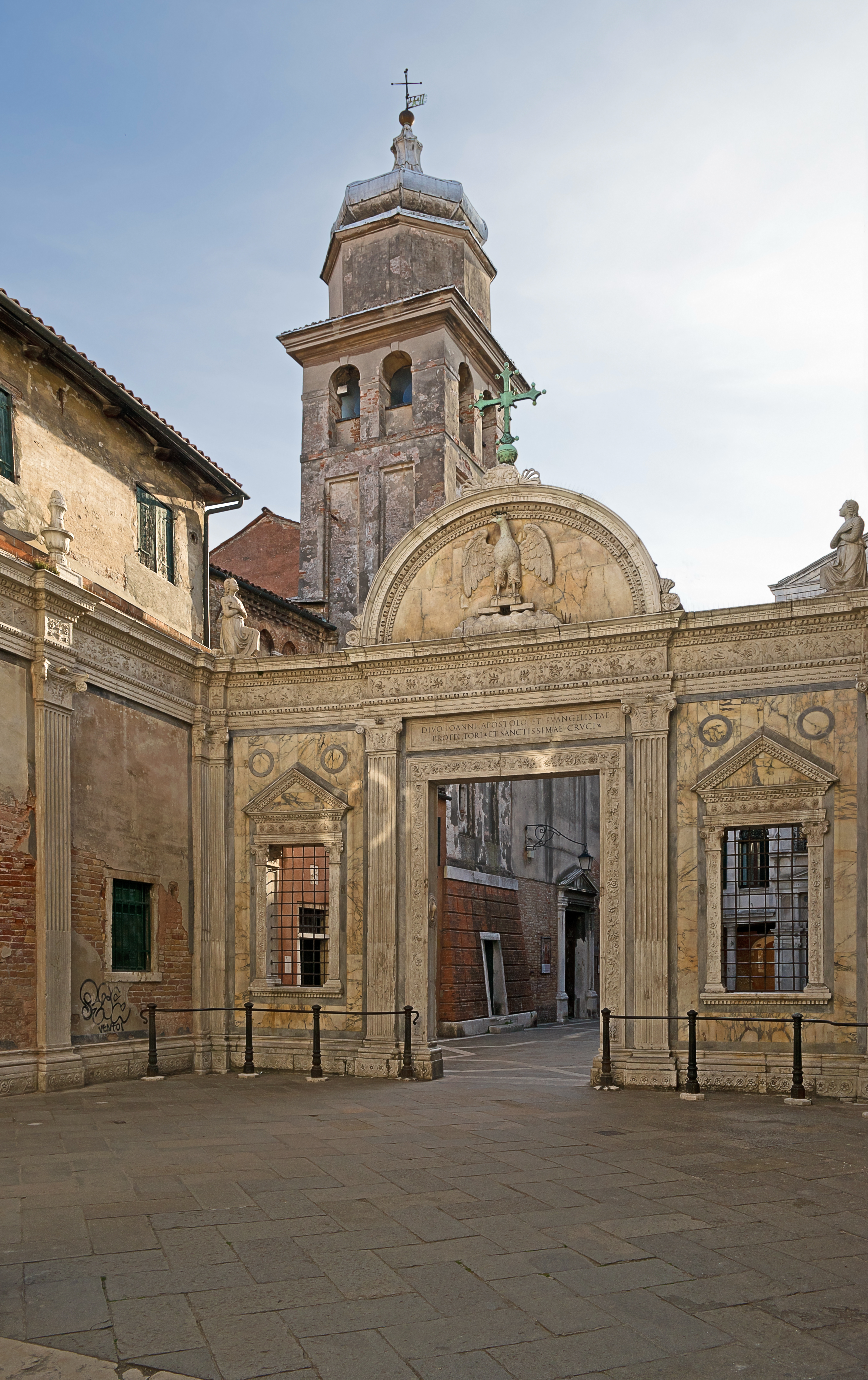
Scuola grande di San Giovanni Evangelista din Veneția, locul unde au loc reuniunile plenare ale Comisie

Comisia alege, dintre membrii săi, un birou format din președinte, trei vicepreședinți și alți patru membri. Mandatul membrilor Biroului este de doi ani, cu posibilitatea realegerii.
La 10 decembrie 2017, pentru a cincea oară consecutiv, reprezentantul Italiei, Gianni Buquicchio, funcționar de rang înalt al organismelor Consiliului Europei, a fost ales președinte al Comisiei.
Vicepreședinții Comisiei:
- Herdis Kjerulf Þorgeirsdóttir (Islanda) prim-vicepreședinte
- V. Bílková (Cehia)
- M. Frendo (Malta)

membri:
- C. Bazy-Malaurie (Franța)
- J. M. Castella Andreu (Spania)
- I-W. Kang (Coreea de Sud)
- Talia Khabrieva (Rusia)

### Secretariat și servicii de organizare
În conformitate cu statutul Comisiei, serviciul său organizațional și tehnic este furnizat de Secretariatul General al Consiliului Europei. În cadrul său, există un secretariat permanent al Comisiei, cu sediul la sediul Consiliului Europei de la Strasbourg.
Secretarul Comisiei este ales de Secretarul General al Consiliului Europei. Începând cu 24 februarie 2010, Thomas Markert este secretarul Comisiei.

### Metoda de funcționare
Membrii Comisiei se întrunesc de patru ori pe an (în martie, iunie, octombrie și decembrie) la reuniunile plenare din Veneția la Scuola Grande di San Giovanni Evangelista. Aceste reuniuni vizează, în principal, sintetizarea activităților desfășurate pe tot parcursul anului, la grupurile de lucru și la subcomitetele de lucru și a problemelor apărute.

## Activitate
Principala sarcină a Comisiei de la Veneția este de a acorda asistență și consiliere țărilor individuale în probleme constituționale pentru a îmbunătăți funcționarea instituțiilor democratice și protecția drepturilor omului. 
Accentul principal al activității Comisiei de la Veneția se referă la proiectele de constituții și amendamente constituționale, însă Comisia acoperă și legea para-constituțională, adică legi apropiate de Constituție, cum ar fi legislația minorităților sau legea electorală. La solicitarea unei curți constituționale, Comisia de la Veneția adoptă, cu titlu consultativ, Avize amicus curiae asupra unor chestiuni de drept constituțional comparat și internațional.

### Metoda de lucru
Metoda de lucru adoptată de Comisie în momentul emiterii avizelor este aceea de a desemna un grup de lucru al raportorilor (în primul rând din rândul membrilor săi) care să consilieze autoritățile naționale în pregătirea legii. După discuții cu autoritățile naționale și cu părțile interesate din țară, grupul de lucru pregătește un proiect de aviz cu privire la conformitatea textului legislativ cu standardele democratice din domeniu și cu modalitățile de îmbunătățire a acestuia pe baza experienței comune. Proiectul de aviz este discutat și adoptat de Comisia de la Veneția în cadrul unei sesiuni plenare, de obicei în prezența reprezentanților țării respective. După adoptare, avizul devine public și este transmis organismului solicitant.
Deși avizele sale sunt în general reflectate în legislația adoptată, Comisia de la Veneția nu își impune soluțiile, ci adoptă o abordare non-directivă bazată pe dialog. Din acest motiv, grupul de lucru vizitează, de regulă, țara în cauză și se întâlnește cu diverși actori politici implicați în această problemă pentru a asigura cea mai obiectivă viziune asupra situației. Avizele adoptate de Comisie nu sunt obligatorii, însă sunt în majoritate urmate de statele membre.

### Rolul în rezolvarea conflictelor
Un acord politic care soluționează un conflict ar trebui susținut de un text juridic viabil. De asemenea, ar putea fi posibil ca un acord privind un text juridic să favorizeze o soluție politică. Din acest motiv, Comisia de la Veneția acordă o atenție deosebită țărilor care se confruntă sau au trecut prin conflicte etno-politice.
Comisia oferă asistență juridică, de obicei constând în interpretarea legislației în vigoare sau în elaborarea unui proiect de act juridic care ar putea servi drept soluție de compromis acceptabilă pentru părțile implicate. La cererea Uniunii Europene, Comisia a servit în acest rol în timpul conflictelor din Bosnia și Herțegovina, Serbia, Muntenegru, Macedonia și Kosovo. De asemenea, ea a fost implicată în rezolvarea conflictelor privind statutul dreptului internațional al Abhaziei și Osetia de Sud în Georgia și al Transnistriei în Republica Moldova. 

## Decizii

### Referendumuri
Privitor la referendumuri, Comisia cere ca, pentru a evita invalidarea totală a referendumului, întrebarea care urmează să fie acordată să evite orice nelămuriri în ceea ce privește sensul întrebări sau greșelile gramaticale. Așadar, se cere evitarea vreunei întrebări obscure, deceptive sau sugestive.